# 정중 (백제)
정중(正仲, ?~?)은 백제의 관리이다.

## 생애
649년, 김유신이 이끄는 신라군을 막기 위해 도살성에 주둔했다. 하지만 신라군의 기습 공격으로 인해 부하 100명과 함께 신라의 포로가 되었다.